# Bernard Freyberg
Bernard Cyril Freyberg (21 de marzo de 1889 en Richmond upon Thames, Londres-4 de julio de 1963 en Windsor), nombrado como primer barón de Freyberg, fue un general neozelandés, que destacó por su actuación durante la Segunda Guerra Mundial, así como por la realización de actividades relacionadas con la política en la posguerra.

## Vida previa
Bernard Cyril Freyberg nació en el extrarradio de la ciudad de Londres (Reino Unido), concretamente en la localidad de Richmond upon Thames, el 21 de marzo de 1889, siendo hijo de James Freyberg y Julia Hamilton.
Cuando contaba con dos años de edad, su familia emigró hacia Nueva Zelanda, que sería de este modo el lugar en donde efectuaría sus estudios y formación el futuro general. Concretamente, su formación se produjo en el Colegio de la localidad de Wellington. Inicialmente, planeaba dedicarse profesionalmente al ejercicio de la Medicina, pero acabó convirtiéndose en dentista, no como titular sino como suplente.
Mientras ejercía como dentista en Morrisville decidió, a instancia de un militar, alistarse en la Fuerza Territorial de Nueva Zelanda. Sin embargo, pronto embarcó rumbo hacia Estados Unidos, desde donde pasó a México, llegando incluso a tomar parte en la Revolución mexicana.

## Primera Guerra Mundial
Mientras se hallaba en México, tuvo conocimiento del estallido de la Primera Guerra Mundial, en agosto de 1914, por lo que optó por embarcarse rumbo al Reino Unido para alistarse en el Ejército británico y participar de ese modo en el esfuerzo bélico. A su llegada a la metrópoli contactó con Winston Churchill, quien a la sazón era el primer lord del Almirantazgo, es decir, el ministro de la Marina de Guerra británica, la Royal Navy, quien le destinó a un batallón de la División Naval.
Con su unidad, partió rumbo a Bélgica, encuadrado en la Fuerza Expedicionaria Británica, con la misión de frenar el avance de las tropas del Imperio alemán. En 1915 tomó parte en el desembarco en Galípoli, recibiendo por su actuación en dichos combates una Distinguished Service Order, su primera condecoración militar. Abandona Galípoli cuando las tropas británicas, junto con el ANZAC, son retiradas del lugar.
Posteriormente, destinado en el Frente Occidental, fue condecorado con la cruz Victoria por sus actos de valentía durante la batalla del Somme, el 13 de noviembre de 1916, tomando el pueblo de Beaucourt, acción durante la que recibió dos heridas, la segunda de gravedad, negándose a ser evacuado hasta haber acabado de transmitir las órdenes a los hombres bajo su mando.
En abril de 1917, tras haberse recuperado de las heridas recibidas en la batalla del Somme, Bernard Freyberg fue nombrado general de brigada, siendo en esos momentos el general más joven de todo el Ejército británico, y se le confió el mando de una de las brigadas de la 58.ª División de Infantería. En enero de 1918 tomó el mando de otra Brigada, esta vez perteneciente a la 29.ª División de Infantería.
Acabada la guerra en noviembre de 1918, Freyberg decidió proseguir en el Ejército, consolidando de este modo su carrera militar. Entre 1921 y 1925, permaneció en el Estado Mayor de la 44.ª División de Infantería.
Mientras tanto, el 14 de junio de 1922 había contraído matrimonio con Barbara McLaren, quien era viuda de Francis McLaren, un diputado en la Cámara de los Comunes alistado en el Royal Flying Corps (antecedente de la Royal Air Force) y fallecido en accidente en Francia durante la Primera Guerra Mundial. La boda se celebró por la mediación de James Barrie, amigo y mentor de Bernard Freyberg.
En 1931 pasó a ejercer funciones en el seno del Southern Command, para pasar poco después, en 1933, a trabajar en el propio Ministerio de Defensa.
No obstante, en 1937, con motivo de una revisión médica, fue dado de baja en el Ejército británico. La fecha exacta de su baja es el 16 de octubre. Se le tanteó para que se presentase como candidato a la Cámara de los Comunes en las filas del Partido Conservador.

## Segunda Guerra Mundial

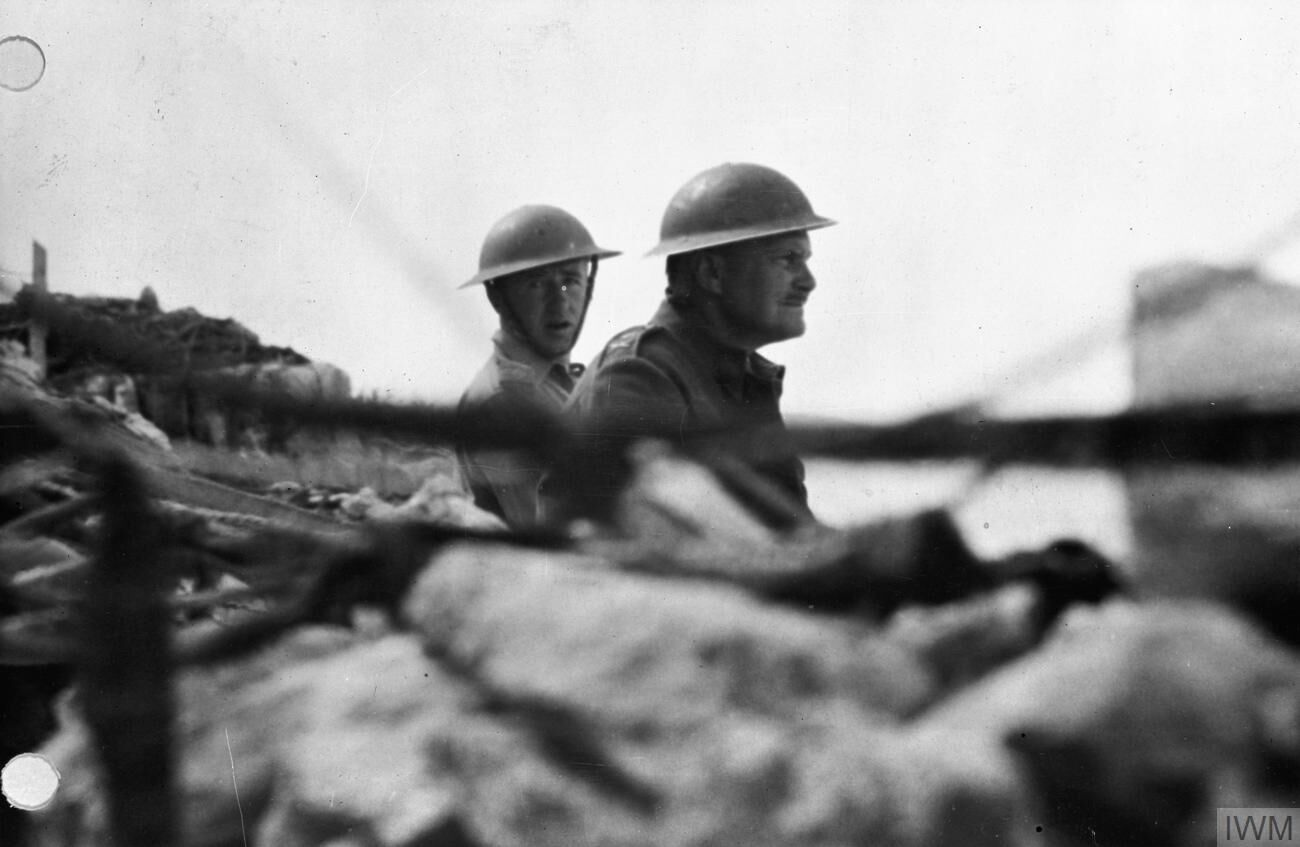
El general Freyberg, en mayo de 1941, mientras observa el avance alemán durante la batalla de Creta.

Al estallido de la Segunda Guerra Mundial, Freyberg decidió regresar a Nueva Zelanda, su tierra de adopción, solicitando el ingreso en el Ejército de Nueva Zelanda, quien le aceptó, encomendándosele el cargo de mandar el Cuerpo Expedicionario neozelandés que fue destinado al norte de África para tomar parte en la Campaña de África del Norte, protegiendo así Egipto de un posible avance del Regio Esercito italiano. Sin embargo, el veto que Nueva Zelanda ejercía a través del general en el uso de las tropas neozelandesas, que consituían una parte importante de la población masculina del país, por parte del Ejército británico acabó por provocar fricciones con sus superiores, que le destinaron a Inglaterra.
En 1941, las tropas neozelandesas, con Bernard Freyberg al frente, partieron rumbo a Grecia para enfrentarse con la Wehrmacht del Tercer Reich cuando los alemanes decidieron invadir Grecia (Operación Marita). A pesar de la resistencia de griegos, británicos, australianos y neozelandeses, los Aliados se vieron obligados a retirarse hacia la isla de Creta. Finalmente, en mayo de ese mismo año, unidades paracaidistas alemanas al mando de Kurt Student saltaron sobre la isla transportadas por la Luftwaffe, iniciándose así la batalla de Creta, en la que nuevamente los Aliados se vieron obligados a retirarse, aunque haciendo pagar un alto precio a los asaltantes.
Tras la evacuación de los neozelandeses y de todo el Ejército aliado hacia Egipto, fue ascendido a teniente general, participando con sus tropas en la defensa de Egipto y del importante en términos estratégicos canal de Suez ante un posible avance del Afrika Korps del general Erwin Rommel. Durante todo el desarrollo de la guerra del desierto en África del Norte, las unidades neozelandesas formaron parte del 8.º Ejército británico.
Tras la derrota de las tropas alemanas en la Segunda Batalla de El Alamein en noviembre de 1942 y el avance del 8.º ejército hacia Túnez, el Afrika Korps fue pillado en tenaza conjuntamente con las tropas del Ejército de los Estados Unidos y del Ejército británico que habían desembarcado en Marruecos y Argelia (Operación Torch), con lo que finalizó la campaña, quedando las tropas neozelandesas que mandaba Bernard Freyberg disponibles para un nuevo avance, esta vez hacia Europa.

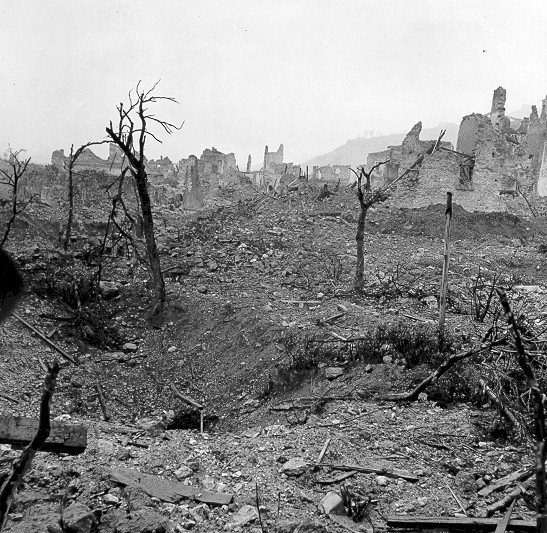
Estado en que quedó la abadía de Monte Cassino tras el bombardeo aliado, solicitado por el general Bernard Freyberg.

En febrero de 1944, se le ordenó ocupar la abadía existente en Monte Cassino, un gran centro cultural medieval, que bloqueaba el avance hacia el norte de Italia, para lo que relevó al general estadounidense Mark Wayne Clark, que había demostrado su incapacidad para lograrlo a lo largo de los primeros compases de la batalla de Monte Cassino.
La actuación de Bernard Freyberg en la batalla fue una iniciativa controvertida, ya que a petición directa suya el edificio multisecular de la abadía de Monte Cassino fue destruido (aunque durante la posguerra fue nuevamente reconstruido) por bombardeos de la aviación, y los alemanes utilizaron las ruinas para organizar su defensa, además de que antes del bombardeo no ocupaban el edificio. El asunto motivó una gran polémica desde ese mismo momento en la opinión pública de los países Aliados, que hizo que otros militares aliados, que anteriormente habían apoyado su petición, decidiesen desde entonces desdecirse de su apoyo. Por lo demás, incluso con la destrucción causada por los bombardeos los soldados de la Wehrmacht siguieron ocupando las ruinas del edificio, rechazando los ataques neozelandeses. Las ruinas finalmente fueron ocupadas por soldados polacos que combatían junto con los Aliados. Sin embargo, la gran popularidad de Freyberg entre las naciones de la Commonwealth, debido a su enérgico temperamento, y la amistad de Winston Churchill le evitaron más molestias por este asunto.
En septiembre de 1944 fue hospitalizado durante algunas semanas con motivo de heridas sufridas en un accidente de aviación. Tras su salida del hospital, se le encomendó el mando de la 2.ª División de Infantería neozelandesa, siempre en la campaña de Italia.

## Actividades en la posguerra
El 22 de noviembre de 1945, una vez acabada la guerra, dimitió como comandante en jefe de la 2.ª División de Infantería, siendo nombrado gobernador general de Nueva Zelanda (entre 1946 y 1952).
En 1951, fue ennoblecido, siendo nombrado primer barón Freyberg de Wellington y Munstead de Surrey.
El general Bernard Cyril Freyberg falleció en Windsor el 4 de julio de 1963, debido a complicaciones por las antiguas heridas sufridas en su participación en las dos guerras mundiales, siendo enterrado en la localidad de Guildford, en el condado de Surrey.
| Predecesor: Cyril Newall   | Gobernador general de Nueva Zelanda (1946-1952)                 | Sucesor: Charles Norrie |

Armas de Bernard Freyberg

| Predecesor: Nueva creación | Baronía Freyberg de Wellington y Munstead de Surrey (1951-1963) | Sucesor: Paul Freyberg  |